# Detroit Express
Detroit Express là một đội bóng đá có trụ sở ở ngoại ô Detroit, từng chơi ở Giải bóng đá Bắc Mỹ (NASL) nhưng hiện không còn tồn tại từ năm 1978 đến 1980. Sân nhà của họ là Pontiac Silverdome. The Express được đồng sở hữu bởi Roger Faulkner và bởi chuyên gia bóng đá nổi tiếng người Anh, Jimmy Hill, đồng thời là giám đốc điều hành và chủ tịch của câu lạc bộ nước Anh, Coventry City. Đội được huấn luyện bởi Ken Furphy.